# 1396 Outeniqua
1396 Outeniqua је астероид главног астероидног појаса. Приближан пречник астероида је 10,95 ,
а средња удаљеност астероида од Сунца износи 2,248 астрономских јединица (АЈ).
Инклинација (нагиб) орбите у односу на раван еклиптике је 4,498 степени, а орбитални период износи 1231,243 дана (3,370 године). Ексцентрицитет орбите астероида износи 0,163.
Апсолутна магнитуда астероида износи 12,00 а геометријски албедо 0,233.
Астероид је откривен 9. августа 1936. године.